# Napuka
Napuka és un atol de les Tuamotu, a la Polinèsia francesa. Forma part, junt amb Tepoto Nord, de les illes de la Decepció. Administrativament, és el cap de la comuna de Napuka, que inclou els dos atols. Està situat al nord-est de l'arxipèlag, a 926 km de Tahití.

## Geografia
És un atol de forma ovalada, de 9 km de llarg i 3 km d'ample. La llacuna ocupa una àrea de 18 km² i les terres emergides, 8 km². No existeix cap pas practicable entre la llacuna i l'oceà. L'anella coral·lina està formada per dues illes i 32 illots.
A l'illa de l'est hi ha l'aeroport, i a l'illa del nord la vila principal: Tepukamaruia. La població era de 255 habitants al cens del 2032, i el principal recurs econòmic és la producció de copra.

## Història
Napuka va ser colonitzat des dels atols veïns de les Tuamotu. S'hi han trobat restes arqueològiques d'una desena de maraes, amb closques de tortugues al subsol. L'atol és un dels llocs utilitzats per les tortugues marines per niar.
El primer europeu a arribar-hi va ser l'anglès John Byron, el 1765. També s'ha conegut com a Whytoohee i Tepukamaruia.